# Lars Ahlin-stipendiet
Lars Ahlin-stipendiet är ett svenskt litteraturpris på 50 000 kronor som utdelas vartannat år av Sundsvalls kulturnämnd. Priset instiftades 1991 och består även av en plakett utformad av Ulf Linde. Stipendiet ska tilldelas författare "vilkas verk har frändskap med Lars Ahlins diktning eller till författare med klar anknytning till Sundsvallsområdet." Stipendiet kan också delas till forskning om Lars Ahlins liv och diktning.
Den nämnd som utser pristagaren är Sundsvalls kultur- och fritidsnämnd. Juryn består vidare av två representanter för Sundsvalls stadsbibliotek och två representanter för Lars Ahlin-sällskapet.

## Pristagare
- 1992 – Björn Ranelid
- 1994 – Kjell Johansson
- 1996 – Heidi von Born
- 1998 – Gunnar D. Hansson
- 2000 – Stewe Claeson
- 2002 – Åke Smedberg
- 2004 – Anita Salomonsson[2]
- 2006 – Peter Kihlgård[3]
- 2008 – Birgitta Lillpers[4]
- 2010 – Björn Runeborg[5]
- 2012 – Marjaneh Bakhtiari[6]
- 2014 – Kristian Lundberg[7]
- 2016 – Vibeke Olsson[8]
- 2018 – Majgull Axelsson[9]
- 2020 – Elisabeth Rynell[10]
- 2022 – Johan Jönson[11]
- 2024 – Pija Lindenbaum[12]

### Fotnoter
1. 1 2  ”Stipendiet”. Lars Ahlin-sällskapet. http://www.larsahlinsallskapet.se/ram_stipendiet.html. Läst 1 juni 2012.
2. ↑  ”Lars Ahlin-stipendium delas ut i dag”. Sveriges Radio. 23 april 2004. https://sverigesradio.se/sida/artikel.aspx?programid=110&artikel=404457. Läst 15 februari 2020.
3. ↑  ”Stipendiat 2006 - Peter Kihlgård”. www.larsahlinsallskapet.se. http://www.larsahlinsallskapet.se/stip_kihlgard.html. Läst 15 februari 2020.
4. ↑  ”Ahlinstipendiet till Birgitta Lillpers”. st.nu. 21 februari 2008. https://www.st.nu/artikel/ahlinstipendiet-till-birgitta-lillpers. Läst 15 februari 2020.
5. ↑  ”Lars Ahlin-stipendium till Björn Runeborg”. st.nu. 18 februari 2010. https://www.st.nu/artikel/lars-ahlin-stipendium-till-bjorn-runeborg. Läst 15 februari 2020.
6. ↑  ”Lars Ahlin-stipendiat 2012 Marjaneh Bakhtiari”. News Powered by Cision. https://news.cision.com/se/sundsvalls-kommun/i/lars-ahlin-stipendiat-2012-marjaneh-bakhtiari-,c6542389. Läst 15 februari 2020.
7. ↑  TT (20 november 2013). ”Ahlin-stipendium till Kristian Lundberg”. Svenska Dagbladet. ISSN 1101-2412. https://www.svd.se/ahlin-stipendium-till-kristian-lundberg. Läst 15 februari 2020.
8. ↑  ”Vibeke Olsson får Lars Ahlin-stipendium”. www.kyrkanstidning.se. https://www.kyrkanstidning.se/nyhet/vibeke-olsson-far-lars-ahlin-stipendium. Läst 15 februari 2020.
9. ↑  ”Lars Ahlin-stipendiet 2018 till Majgull Axelsson”. News Powered by Cision. https://news.cision.com/se/sundsvalls-kommun/r/lars-ahlin-stipendiet-2018-till-majgull-axelsson,c2394835. Läst 15 februari 2020.
10. ↑  ”Webbplats för Lars Ahlin-sällskapet - Stipendiet”. www.larsahlinsallskapet.se. http://www.larsahlinsallskapet.se/ram_stipendiet.html. Läst 15 februari 2020.
11. ↑  ”Njurundabördige Johan Jönson får 2022 års Lars Ahlinpris: "Skriver med den ahlinska livsaptiten"”. Sundsvalls Tidning. https://www.st.nu/2021-11-24/njurundabordige-johan-jonson-far-2022-ars-lars-ahlinpris-skriver-med-den-ahlinska-livsaptiten. Läst 23 februari 2023.
12. ↑  ”Pija Lindenbaum tilldelas Lars Ahlin-stipendiet!”. Lilla Piratförlaget. 1 december 2023. https://lillapiratforlaget.se/2023/12/01/pija-lindenbaum-tilldelas-lars-ahlin-stipendiet/. Läst 11 september 2024.